# Away from the World
Away from the World é o oitavo álbum de estúdio da banda norte-americana Dave Matthews Band (DMB), lançado a 11 de Setembro de 2012 através da RCA Records. O disco estreou na primeira posição da tabela musical Billboard 200 dos Estados Unidos, com 266 mil cópias vendidas segundo a Nielsen SoundScan.